# Macronema fulvum
Macronema fulvum är en nattsländeart som beskrevs av Georg Ulmer 1905. Macronema fulvum ingår i släktet Macronema och familjen ryssjenattsländor. Inga underarter finns listade i Catalogue of Life.